# Фролов, Владимир Иосифович
Владимир Иосифович Фролов (1939, станица Нижне-Курмоярская, Цимлянский район, Ростовская область, СССР — 2007) — советский поэт, член Союза писателей СССР, России с 1982 года.

## Биография

Памятная доска в Ростове-на-Дону

Родился 15 февраля 1939 года в станице Нижне-Курмоярской Цимлянского района Ростовской области.
В родной станице Нижне-Курмоярской Владимир Фролов жил и учился до пятого класса средней школы. В 1951 году в связи с сооружением плотины и образования Цимлянского моря станица Нижне-Курмоярская была затоплена. Семья Фроловых переселилась в станицу Лозновскую, где 1957 году В. Фролов окончил среднюю школу. Поступил в техническое училище.
С 1958 года до призыва армии был электриком в цехе механизации и станкостроения на Ростсельмаше. После армии долгое время работал в заводской энерголаборатории, а с 1971 года стал сотрудником выездной редакции газеты «Вечерний Ростов» на реконструкции Ростсельмаша. С 1962 года Владимир Иосифович Фролов начал посещать литературную группу при заводском Дворце культуры. 
С 1990 года по 1991 год — председатель правления Ростовской писательской организации Союза писателей СССР. С 1991 года по 2006 год — председатель правления Ростовского регионального отделения Союза писателей России.
Умер в 2007 году.

## Творчество
Впервые его стихи были опубликованы ещё в 1961 году в газете Киевского военного округа «Ленинское знамя». Впоследствии печатался в коллективных сборниках «День донской поэзии», «Сердца и звёзды», «В шинели, сшитой из огня», «Донская сторона», «Позывные весны», «Хорошо на Дону вечера», «Четвёртая смена», в журналах «Дон», «Огонёк», «Москва», «Смена», «Молодая гвардия», «Дружба», в центральных и областных газетах, его стихи звучали по радио и телевидению.
Первая книжка Владимира Фролова «Разрыв-трава» вышла в Ростовском книжном издательстве в 1979 году, в 1981 году в Москве в издательстве «Современник» увидела свет его вторая книга — «Высокие колокола», а в 1985 году в этом же издательстве вышла книга стихов «Земной поклон».
Стихи Владимира Иосифовича Фролова обращены к Родине, её прошлому и настоящему. Чистый звук колоколов — голос Родины, так раскрывается поэтический смысл названия второго сборника поэта.

## Награды
- Медаль «За доблестный труд» в ознаменовании 100-летия со дня рождения В. И. Ленина.
- Почетная грамота Государственной Думы Российской Федерации (11 февраля 1999 года).
- Почетная грамота Союза писателей РСФСР № 766 от 6 февраля 1989 года.
- Благодарность Полномочного представителя Президента Российской Федерации В. Г. Казанцева.
- Лауреат и дипломант ряда областных конкурсов творческой молодёжи.

## Произведения Фролова
Отдельные издания:
- Разрыв-трава. Стихи. — Ростов н/Д: Кн. изд-во, 1979.
- Высокие колокола. Стихи. — М: Современник, 1981.
- Земной поклон. Стихи. — М.: Современник, 1985.
- Постижение тревог. Стихи. — Ростов н/Д: Ростиздат, 1988.
- Земля отцов. Стихи. — Ростов н/Д: Ростиздат, 1998.
- Утоли мои печали. Стихи. — Ростов.: МП «Книга».
- Врата Надежды. Стихи. — Ростов н/Д: Новая книга, 2004.